# Vinnesholmen
Vinnesholmen, est une île dans le landskap Sunnhordland du comté de Vestland. Elle appartient administrativement à Bjørnafjorden.

## Géographie
Rocheuse et couverte d'une légère végétation, à fleur d'eau, elle s'étend sur environ 380 m de longueur pour une largeur approximative de 174 m. Une longue digue goudronnée abritant la roue Skagen, la relie au continent pour former le Vinnessundet, un port de plaisance. L'île compte cinq bâtiments dont une vieille ferme en airbnb.